# Pere de Carcassona
Pere de Carcassona   (Carcassona, dècada del 980 - Girona, 1051) o Pere Roger fou un noble català. Va ser comte de Carcassona  (?-1010) i bisbe de Girona (1010-1051).

## Biografia
Era el primogènit del comte Roger I de Carcassona i d'Adelaida de Gavaldà. Fou germà de Ramon I de Carcassona, el comte Bernat I de Foix i d'Ermessenda de Carcassona. Pel matrimoni de la seva germana Ermessenda va esdevenir cunyat del comte de Barcelona Ramon Borrell. En vida del seu pare fou associat al govern comtal juntament amb el seu germà Ramon I de Carcassona. L'any 1010, en què es creu que morí el seu germà Ramon I, renuncià al govern del comtat per tal d'esdevenir bisbe del bisbat de Girona, càrrec que ocupà fins a la seva mort el 1051. Durant el seu pontificat el bisbat fou beneficiat per donacions de la seva germana Ermessenda i es consagrà la Catedral de Girona.